# Monoctenia falernaria
Monoctenia falernaria är en fjärilsart som beskrevs av Achille Guenée 1857. Monoctenia falernaria ingår i släktet Monoctenia och familjen mätare. Inga underarter finns listade i Catalogue of Life.